# Lasioserica sikkimensis
Lasioserica sikkimensis är en skalbaggsart som beskrevs av Ahrens 1996. Lasioserica sikkimensis ingår i släktet Lasioserica och familjen Melolonthidae. Inga underarter finns listade i Catalogue of Life.